# ارا (ساری)
اراء، روستایی در چهاردانگه از شهرستان ساری در استان مازندران ایران است. این روستا که در ارتفاع قرار گرفته در نزدیکی شهر کیاسر قرار دارد.

## موقعیت جغرافیایی
اراء روستایی است که در بلندی قرار گرفته‌است. به لحاظ جغرافیایی در عرض جغرافیایی ۱۲َ ۳۶ْ و طول‌جغرافیایی ۴۳َ ۵۳ واقع شده‌است. این روستا که در جنوب شرق استان مازندران قرار دارد در ۱۰۵ کیلومتری شهرستان ساری، ۳۵ کیلومتری شهرستان کیاسر و ۸۱ کیلومتری شهرستان دامغان واقع شده‌است. اراء با روستای فولاد محله از استان سمنان هم مرز می‌باشد که از سمت شمال به روستای ولویه، از جنوب به بخش فولاد محله در شهرستان مهدیشهر، از غرب به سفید کوه و از شرق به جاده بین شهری سمنان ساری متنهی می‌شود.

## تقسیم بندی روستا
این روستا دارای سه بخش به نامهای: بالا محله، پایین محله و یور محله می‌باشد.

## جمعیت
براساس آخرین سرشماری مرکز آمار ایران که در سال ۱۳۹۵ صورت گرفته، جمعیت روستا ۳۱۹ نفر (۱۱۶خانوار) بوده‌است. به‌طور تقریبی در حدود ۱۰۰ خانوار دیگر از اهالی این روستا نیز در شهرهای سمنان، ساری، دامغان، قم و تهران زنـدگی می‌کنند. خانواده‌های ساکن در روستا از خاندانهای  قادری، ارایی، احمدی، رستمی، شفیعی، عباسی، عمادی،، محمودی، میرعمادی هستند که بسیاری از آن‌ها «سید» می‌باشند. همچنین شغل مردم روستا کشاورزی، دامداری و کارگری است.
روستای ارا در سرشماری سال ۱۳۹۵
| شمار خانوار | جمعیت | زن  | مرد |
| ۱۱۶         | ۳۱۹   | ۱۵۱ | ۱۶۸ |

## آب و هوا
دارای آب و هوای معتدل کوهستانی است که زمستانهایش سرد و تابستانهایش نیز نسبتاً خنک و معتدل می‌باشد.

## پوشش گیاهی
اراء دارای دو بخش جنگلی و کوهستانی است که درختانی همانند: سپیدار، چنار، بلوط‌های وحشی، راش، کچپ، ملچ، ولیک سیاه و قرمز، تلکا، عبدو، ازگیل وحشی، زرشک می‌باشد. در شرق و جنوب روستا نیز مزرعه‌های کشاورزی و زمین‌های بایر وجود دارد. لولا، وارنک، سرع (تره)صحرایی، ارک، سر شیر صحرایی، پنبیک (شوید) صحرایی، پونه، گزنه، گلپر و کاردیکو از سبزی‌های صحرایی این روستا می‌باشند. همچنین از میان گیاهان دارویی اراء می‌توان به باریجه، گزنه وحشی، آویشن، خاکشیر، شاتره، گل گاو زبان و تخم قدومه اشاره نمود.

## محصولات
گندم، جو، گوجه، سیب زمینی از محصولات همیشگی روستا بوده و همچنین ذرت و آفتابگردان نیز بعضاً کشت می‌شوند. درختان گردو، زردآلو، صتی، آلوچه، سیب، گلابی، انگور، آلبالو و به نیز از میوه جات روستای اراء می‌باشند.

## جانوران
جانورانی که در منطقه این روستا زندگی می‌کنند عبارتند از: شغال، گرگ، روباه، خرگوش، آهو، گوزن، کبک، گراز، خرس، پلنگ، مار، یوز پلنگ( مول پلنک)عقرب و رتیل

## امکانات
معدن فلورین واقع شده در اراء مهمترین وجه و شاخص آن بوده و همچنین این روستا مجهز به برق، تلفن با آنتن بی سیم، آب لوله کشی ( سهمیه بندی) می‌باشد. دبستان و مدرسه راهنمایی، خانه بهداشت، حمام عمومی، شعبه توزیع نفت، شرکت تعاونی، تکیه، دو باب حسینیه، مسجد، دو باب مغازه، آژانس مسافر بری عمومی، سرویس حمل و نقل مسافربری عمومی به شهر ساری نیز از دیگر امکانات روستا می‌باشند.